# Namapa
Namapa es la capital del distrito de Eráti, en la provincia de Nampula, Mozambique, a 170 km al NNE de Maputo. Pertenece a una zona rural cuya economía se basa en una agricultura de subsistencia. Sin embargo, posee yacimientos de hierro.
- Datos: Q6037615